# Делхийски университет
Делхийският университет (на английски: University of Delhi; на хинди: दिल्ली विश्वविद्यालय) е държавно висше училище в град Ню Делхи, Индия, сред най-известните и престижни индийски вузове.

## История
Създаден е на 1 май 1922 г. със закон от Централното законодателно събрание на Британска Индия. До онова време в Делхи са съществували 4 колежа – „Св. Стефан“ (1881), Индуистки колеж (1899), „Захир Хюсейн Делхи“ колеж (1692) и „Рамджаз“ (1917). От 1922 г. тези колежи образуват новосъздадения университет, който е с 2 факултета (за науки и за изкуства). През първата академична година броят на студентите е 750 души.
Днес университетът има 16 факултета, 86 академични отдела, 77 колежа и 5 други института, пръснати по целия град, със 132 435 редовни студента. Основните кампуси са 2: в северната и в южната част на Делхи. Ректор на университета е действащият вицепрезидент на Индия (от 2007 г. това е Мохамад Хамид Ансари). В световната класация QS World University Rankings за 2011 г. Делхийският университет заема 398-о място.
Ректоратът и други служби от 1933 г. се помещават в бившия дворец на вицекраля на Индия..